# النيابة الرسولية في حلب
النيابة الرسولية في حلب (باللاتينية: Vicariatus Apostolicus Aleppensis) هي نيابة رسولية (ولاية قضائية تبشيرية قبل الأبرشية في الكنيسة الرومانية الكاثوليكية، يحق له أسقف فخري) وتخضع مباشرة للكرسي الرسولي ومبشريه المجمع الروماني للكنائس الشرقية:300 النيابة فمات في مهدها: عادت سلطة اللاتينية إلى خادم الأراضي المقدسة (تقليدياً فرنسيسكاني)، كما كان في السابق.
أقيمت النيابة الرسولية لحلب بشكل صحيح (المرة "الثانية") في 27 يونيو 1762، عندما عين البابا كليمنت الثالث عشر عضو مجمع البعثة الفرنسي أرنو بوسو، الذي كان النائب الرسولي الجزائر العاصمة. في الموجز البابوي، حصل بوسو على لقب النائب الرسولي لحلب، وله ولاية قضائية على الأوروبيين الشرقيين والطقوس اللاتينية لبطريركيات أنطاكية. والقدس، بما فيها البطريركيات المارونية والأرمنية. لكن النائب لم يجعل إقامته في حلب، بل في عنطورة في لبنان، ولم ينال السيامة الأسقفية قط. وفي هذه المناسبة أيضًا، كانت النيابة قصيرة الأجل بسبب قمع النظام اليسوعي في عام 1773 والثورة الفرنسية، التيومن بين العواقب الأخرى، إزالة جميع الطوائف الدينية الفرنسية ليس فقط في الوطن الأم، ولكن أيضًا في أراضي الإرسالية.
بعد مؤتمر فيينا (1814-1815)، لاستقرار أوروبا بعد هزيمة نابليون الأول بونابرت)، أعاد الإرسالي المجمع الروماني لتبشير الشعوب النيابة الرسولية في عام 1817، باسم النيابة الرسولية لسوريا ومصر والجزيرة العربية وقبرص. كان لها ولاية قضائية على الكثير من الإرساليات الكاثوليكية في المناطق الوسطى والجنوبية من الإمبراطورية العثمانية، وهي: سوريا، لبنان، قبرص، فلسطين، شبه الجزيرة العربية، مصر، الحبشة (ثم إمبراطورية إثيوبيا بما في ذلك إريتريا) والنوبة (السودان الإنجليزي المصري وأقصى جنوب مصر). كما تم تضمين الجزء الجنوبي الأوسط من الأناضول، بما في ذلك مدينتي أنطاكية (أنطاكيا) والإسكندرونة (الإسكندرونة).
وفي يوم 15/8/1824 خسرت الأراضي المصرية لتأسيس بطريركية الأقباط الكاثوليك بالإسكندرية.
في 18 مايو 1839، تنازلت عن جزء من أراضيها لإنشاء النيابة الرسولية لمصر والجزيرة العربية (اليوم النيابة الرسولية للإسكندرية في مصر) وولاية الحبشة الرسولية (اليوم الأبرشية الكاثوليكية الإثيوبية في أديس أبابا في الطقوس الإثيوبية)، وأخذت في نفس الوقت اسم النيابة الرسولية في حلب.
وفي 4 تشرين الأول 1847 تنازلت عن فلسطين وقبرص والمناطق المقابلة لـ الترانس الحالي/الأردن لاستعادة بطريركية اللاتين في القدس.
مع نهاية الإمبراطورية العثمانية، ولادة تركيا الحديثة (1923) وخاصة مع مرور هاتاي من سوريا إلى تركيا (1938)، في ظل الثور البابوي لـ البابا بيوس الثاني عشر الإعلانية مايو كريستيفيديليوم بتاريخ 5 أكتوبر 1939 والوضع العجزي بتاريخ 9 ديسمبر 1939، فقدت النيابة الرسولية في حلب الأراضي التركية التي انتقلت إلى النيابة الرسولية في إسطنبول.
وفي 4 حزيران 1953، منحت جزءاً آخر من الأراضي لإنشاء النيابة الرسولية في بيروت. ومنذ هذه اللحظة أصبحت النيابة الرسولية بحلب المقابلة جغرافياً لأراضي الجمهورية العربية السورية. فقط من هذا التغيير الإقليمي، أصبح للوكلاء الرسوليين إقامة دائمة في حلب، مفضلين الإقامة سابقًا في لبنان.

## رؤساء الأساقفة
حتى عام 2013، كان الأوروبيون أو أعضاء الجماعات التبشيرية اللاتينية، ومعظمهم من الفرنسيسكان، من العاديين هنا. جميعهم ينتمون إلى الطقوس الرومانية.
النيابة الرسولية بحلب
- جيوفاني باتيستا أريستي دي دوفارا، (31 يوليو 1645 – 1659 استقال). ديفيد م. تشيني. تم الاسترجاع في 21 يوليو 2016
- شاغر (1659–1672)
- أرنو بوسو (17 يونيو 1762 - 20 نوفمبر 1765 استقال)
- شاغر (1765–1818)

؛ النواب الرسوليون في سوريا ومصر والجزيرة العربية وقبرص
- ألواسيو غاندولفي، سي.إم. (13 يناير 1818 – الوفاة 25 أغسطس 1825)، الأسقف الفخري على إيكوزيوم (1815.08.11 – 1825.08.25)، وأيضًا المندوب الرسولي إلى سوريا (1815.08.1818). 11 – 1825.08.25)
- جيوفاني بيترو لوسانا (23 يناير 1827 - 30 سبتمبر 1833)، أصبح لاحقًا أسقف بييلا
- جان بابتيست أوفيرني (29 مارس 1833 - الوفاة 14 سبتمبر 1836)، رئيس أساقفة فخري من إيكونيوم (29.03.1833 – 14.09.1836)، وأيضًا المندوب الرسولي إلى  مصر والجزيرة العربية (1833.03 – 1836.09.14) والمبعوث الرسولي إلى سوريا (1833.03 – 1836.09.14)
- أنجيلو جوزيبي فازيو، الفرنسيسكان الكبوشيون (15 ديسمبر 1837 - الوفاة 13 ديسمبر 1838)، الأسقف الفخري على تيبازا (26 أبريل 1836 - 12 ديسمبر 1838) (مساعد التبت-هندوستان، الهند البريطانية، 26.04.1836 - 15.12.1837)؛ أيضًا المندوب الرسولي إلى سوريا (15.12.1837 - 13.12.1838)

النيابة الرسولية بحلب
- فيلارديل فرانسيسكو، (8 مارس 1839 - الوفاة 19 يونيو 1852)، رئيس الأساقفة الفخري لـ فيلبي (1839.03.08 – 1852.06.19)، وأيضًا المندوب الرسولي إلى سوريا (1839.03.08 – 1852.06.19)
- بول برونوني (4 يوليو 1853 - 23 نوفمبر 1858)، رئيس أساقفة ثارونا (1853.07.12 - 1868.06.25)، ؟ تم تعيينه نائبًا رسوليًا للقسطنطينية)، لاحقًا بطريرك أنطاكية الفخري اللاتيني (25.06.1868 - 02.01.1877)
- جوزيبي فاليرجا (1858 – الوفاة 2 ديسمبر 1872 متوفى) (المسؤول الرسولي)
- سيرافينو ميلاني، (23 يناير 1874 – 21 ديسمبر 1874 تم تعيينه أسقفًا على بونتريمولي) (أسقفًا منتخبًا)
- لويجي بيافي، (13 نوفمبر 1876 - 28 أغسطس 1889)، رئيس أساقفة سيونيا الفخري (1876.11.18 - 1889.08.28)، وأيضًا المندوب الرسولي إلى سوريا (1876.11.13 - 1889.08.28)؛ سكن لاحقاً بطريرك اللاتين قدس اللاتين (فلسطين) (28/08/1889 - الوفاة 24/01/1905) والسيد الأكبر وسام الفروسية في كنيسة القيامة بالقدس (28.08.1889 – 24.01.1905)
  - الأسقف المساعد جودينزيو بونفيجلي، (18 أغسطس 1890 - 25 فبراير 1896)، أسقف فخري على كاسيوم (1881.08.19 - 1890.08.19)، لاحقًا مندوب رسولي إلى سوريا (1890.08.19 - 1896.02.25) ورئيس أساقفة فخري كباسا (19.08.1890 – 06.04.1904) مندوب رسولي إلى مصر والجزيرة العربية (25.02.1896 – 06.04.1904)
- بيير غونزاليس تشارلز دوفال، (25 فبراير 1896 - الوفاة 31 يوليو 1904)، رئيس أساقفة البتراء (1895.11.29 - 1904.07.31)، وهو أيضًا المندوب الرسولي إلى سوريا (25.02.1896 – 31.07.1904)
- فريديانو جيانيني، (20 يناير 1905 - استقال في 12 فبراير 1936)، وهو أيضًا مندوب رسولي إلى سوريا (1905.01.16 - 1935)، رئيس أساقفة (1905.01.16 - 1939.10.25)؛ في وقت سابق حارس الأراضي المقدسة (1900 – 1906)؛ لاحقًا نائب تشامبرلين للكنيسة الرومانية المقدسة (1936 – الوفاة 1939)
- مقعد شاغر (1936–1967)
  - الإداري الرسولي أكيكي بونافنتورا، (28 يونيو 1967 - 1 مارس 1973)، أسقف فخري على لاريسا في سوريا (1973.03.01 - الوفاة 1987.09.09)، بدون أسقفية سابقة
- أكيكي بونافنتورا، (1 مارس 1973 - 1979 متقاعد)
- جويرينو دومينيكو بيتشي (20 يونيو 1980 - 9 يوليو 1992 متقاعد)، أسقف فخري على سبسطية في فلسطين (20/06/1980 - الوفاة 19/07/1997)
- أرماندو بورتولاسو (9 يوليو 1992 - 21 نوفمبر 2002 متقاعد)، أسقف فخري على رافانيا (09.07.1992)
- جوزيبي نازارو (21 نوفمبر 2002 - 15 أبريل 2013 متقاعد)، أسقف فخري على فورما (2002.11.21 - الوفاة 2015.10.26)؛ سابقًا حارس الأراضي المقدسة (10.04.1992 08.05.1992 – 16.01.1998)
  - المدبر الرسولي جورج أبو خازن، أ.ف.م. (15 أبريل 2013 – 4 نوفمبر 2013)، أسقفًا فخريًا على روسادوس (من 4 نوفمبر 2013)
- جورج أبو خازن، أ.ف.م. (4 نوفمبر 2013 – تقاعد في 29 يونيو 2022)
- حنا جلوف، (17 سبتمبر 2023 – حتى الآن)

## الإحصائيات
تقوم النيابة الرسولية بتوسيع نطاق اختصاصها لتشمل الكاثوليك من الطقوس اللاتينية في كل سوريا، حيث تخدم رعويًا، وفقًا لعام 2014، 13000 كاثوليكي في 10 أبرشيات و6 إرساليات مع 38 كاهنًا (دينيًا) و243 راهبًا علمانيًا (46 أخًا)، 197 أخوات.

## التاريخ
اللكرسي الأسقفي السابق هو الكاتدرائية في سانت. القديس فرنسيس الأسيزي، في حلب، أعظم مدينة في سوريا قبل الحرب الأهلية. ويحكمها حالياً المطران جورج أبو خازن، أ.ف.م.. جنبا إلى جنب مع رؤساء الكنائس الكاثوليكية الشرقية في خمس كنائس كاثوليكية ذات طقوس محددة (الملكية والسريانية والمارونية والكلدانية والأرمنية) فإن النائب الرسولي في حلب هو جزء من جمعية رؤساء الكنائس الكاثوليكية في سوريا (A.H.C.S.). النائب الرسولي هو أيضاً عضو في مؤتمر أساقفة اللاتين في المناطق العربية. منذ العقود الأولى من القرن السابع عشر، استقرت بعض الطوائف الدينية، ولا سيما رهبنة الإخوة الكبوشيين الصغار، والكرمليين وجمعية يسوع، في سوريا وحلب. وحدثت عدة تحولات إلى الكاثوليكية من الطقس اللاتيني، مما دفع مجمع تبشير الشعوب إلى إنشاء أبرشية في حلب. كانت المحاولة الأولى لبناء نيابة رسولية (مهمة ما قبل الأبرشية تحت قيادة أسقف فخري) في عام 1645. وفي 31 يوليو 1645، تم تعيين أسقف الفرنسيسكان جيوفاني باتيستا دوفارا، والذي، مع ذلك، "لقد حقق مثل هذا "كرامة، وإلا فلا تكلف نفسك عناء الذهاب إلى مقر إقامته، على الرغم من الإثارة المتكررة التي حركته من قبل المجمع المقدس. ومنذ ذلك الوقت فصاعدًا، كان يُعتقد أنه ينتدب أسقفًا لاتينيًا في تلك المدينة".

## أنظر أيضاً
- بطريركية الروم الملكيين الكاثوليك في أنطاكية
- أبرشية السريان الكاثوليك في حلب
- أبرشية السريان الكاثوليك بدمشق
- أبرشية حلب الكلدانية الكاثوليكية

## الروابط الخارجية
- gcatholic.org - بيانات لجميع الأقسام
- http://www.catholic-hierarchy.org/diocese/dalep.html
- https://www.vatican.va/archive/aas/documents/AAS%2032%20%5B1940%5D%20-%20ocr.pdf، أعمال الكرسي الرسولي 32 (1940)، ص 115
- بيوس بونيفاسيوس غامز، https://www.vatican.va/archive/aas/documents/AAS%2032%20%5B1940%5D%20-%20ocr.pdf، أعمال الكرسي الرسولي 32 (1940)، ص 116
- ك. كاراليفسكي، ضد حلب، في https://books.google.com/books?id=bVRRHogVx0sC المجلد. الثاني عشر، باريجي 1953، مجموعة. 110-112هـ 114-115
- http://gallica.bnf.fr/ark:/12148/bpt6k6561037d/f73.image
- رعية القديس فرنسيس للاتين بحلب (باللغة العربية)